# Ce joli monde
Pour plus de détails, voir Fiche technique et Distribution.
Ce joli monde est un film français réalisé par Carlo Rim et sorti en 1957.

## Synopsis
Pepito dirige avec autorité les agissements d'une bande de malfrats. Il a un fils naturel, Gaston, professeur de lettres à Aix-en-Provence, de son état, et qu'il n'a pour ainsi dire jamais vu. Or Gaston s'annonce pour Noël et Pepito décidant de lui faire bonne figure, s'installe dans son quartier général : un château où les truands vont pouvoir exercer leurs talents de composition. Gaston est un tendre et d'une grande naïveté, mais n'est pas insensible aux charmes de la jolie Lulu. Il croit ce qu'il voit et tout irait pour le mieux si Joseph et ses gangsters ne venaient mettre les pieds dans le plat. Sous les yeux d'une compagnie de boy-scouts, une course au trésor s'engage au sein du château. Au cours de ses pérégrinations, camouflé sous une armure de chevalier, Gaston assiste impuissant aux avances du capitaine de gendarmerie à l'égard de Lulu, qui ne semble pas dédaigner la manœuvre de séduction. Déçu, il décide de quitter le château. Par dépit amoureux, Gaston s'éloigne, sur son scooter, en emportant innocemment le magot.

## Fiche technique
- Réalisation : Carlo Rim
- Scénario : Carlo Rim
- Adaptation : Carlo Rim, Jean Bellanger
- Dialogues : Carlo Rim
- Assistants réalisateurs : Claude Sautet, Régis Forissier
- Photographie : Nicolas Hayer
- Opérateur : Alain Douarinou, assisté de Paul Souvestre et Pierre Charvein
- Décors : Roger Briaucourt, assisté de Jacques Mély
- Son : Lucien Lacharmoise, Pierre Bertrand
- Montage : Monique Kirsanoff
- Musique : Georges Van Parys (éditions Transatlantique)
- Maquillage : Jean-Jacques Chanteau, Jackie Battini
- Script-girl : Sylvette Baudrot
- Ensemblier : André Labussière et Guy Maugin
- Régisseur général : Hubert Mérial
- Photographe de plateau : Jean-Louis Castelli
- Production : Société Nouvelle des Établissements Gaumont, Gray-Films
- Distribution : Gaumont
- Directeur de production : Robert Sussfeld
- Producteur délégué : Alain Poiré
- Bijoux de la maison Burma
- Tournage du 22 février au 2 avril 1957, dans les studios de Neuilly
- Enregistrement : Poste Parisien
- Tirage : Laboratoire G.T.C Joinville
- Caméra de location Chevereau
- Pays :  France
- Format : Noir et blanc - 35 mm - Son mono
- Genre : Comédie
- Durée : 98 minutes
- Date de sortie : 
  - France : 27 septembre 1957
- Visa d'exploitation : 19099
- Affiche : Clément Hurel (France)

## Distribution
- Darry Cowl : Gaston, le professeur naïf, fils naturel de Pépito
- Yves Deniaud : Pépito, le chef de bande
- Micheline Dax : Lulu, la fille de Petite Main
- Lila Kedrova : Léa
- Noël Roquevert : Le commandant Lastigasse, chef des scouts
- Raymond Devos : l'abbé Patrice
- Marcelle Arnold : Marjorie Cleanwater, la romancière
- Made Siamé : la femme de ménage de la bande à Pepito
- Yvonne Clech : La vicomtesse de Valmendois
- Jacques Charon : La Tulipe
- Robert Dalban : Petite Main
- Jean-Roger Caussimon : Joseph, le chef d'une bande rivale
- Jacques Fabbri : Ravaillac
- Don Ziegler : L'Américain
- André Weber : Cure-dent
- Cissié-Sophiane : Banjo
- Robert Lombard : Hector Chassepot, capitaine de gendarmerie
- René Hell : le vieux gangster de la bande à Joseph
- Jean Bellanger : "La Caisse", le trésorier de la bande
- Jacques Mancier : Le comte de Valmendois
- Bernard Charlan : L'homme qui demande un p'tit blanc
- Christian Brocard : L'homme qui amène les croissants
- Michel Gianou
- Joëlle Janin : Madame Chassepaut
- Georges Van Parys : le pianiste